# Universidade de Ciência e Tecnologia do Sul da China

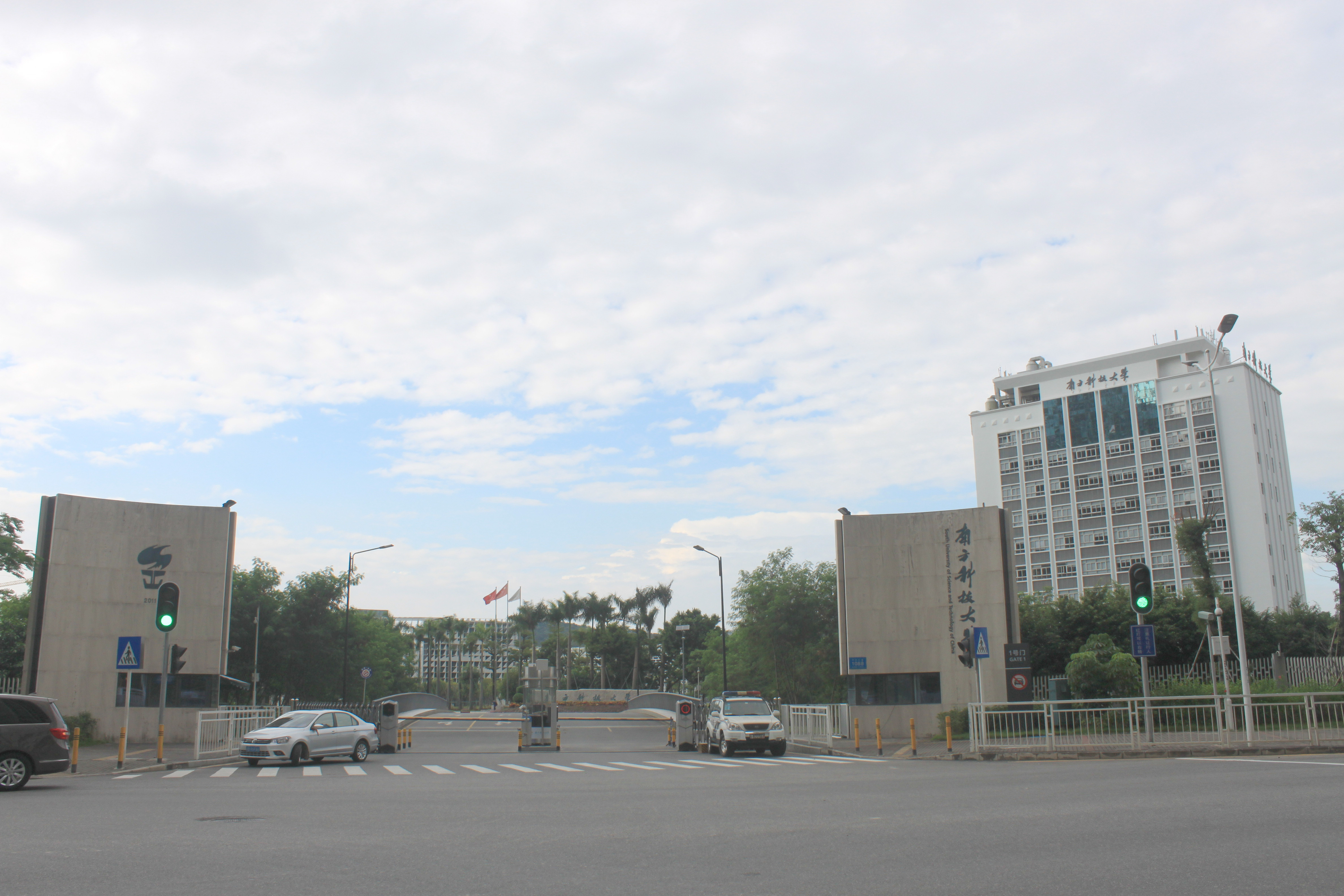
Portão principal de entrada da Universidade de Ciência e Tecnologia do Sul da China

A Universidade de Ciência e Tecnologia do Sul da China (南方科技大學 em chinês tradicional e 南方科技大学 em chinês simplificado ou Nánfāng Kējì Dàxué em pinyin), recebeu seus primeiros alunos em 2011 e chamava-se, inicialmente, South University of Science and Technology of China (SUSTC), mas teve seu nome alterado em 2016 para Southern University of Science and Technology (SUSTech).